# Anders Thorén
Anders Thorén (* 1. April 1970 in Oxelösund) ist ein ehemaliger schwedischer Squashspieler.

## Karriere
Anders Thorén spielte vor allem in den 1990er-Jahren auf der PSA World Tour und gewann auf dieser zwei Titel. Mit der schwedischen Nationalmannschaft nahm er 1995 und 1999 an der Weltmeisterschaft teil, außerdem stand er im Kader bei mehreren Europameisterschaften. 1997 wurde er schwedischer Landesmeister. Auch deshalb nahm er für Schweden im selben Jahr an den World Games teil, wo er in der Gruppenphase ausschied.

## Erfolge
- Gewonnene PSA-Titel: 2
- Schwedischer Meister: 1997